# Sainte-Pexine
Pour les articles homonymes, voir Sainte Pexine (homonymie).
Sainte-Pexine est une commune française située dans le département de la Vendée, en région Pays de la Loire.

## Géographie
Le territoire municipal de Sainte-Pexine s'étend sur 1 589 hectares. L'altitude moyenne de la commune est de 36 mètres, avec des niveaux fluctuant entre 7 et 68 mètres,.
| Les Pineaux         |                      | Bournezeau     |
| Moutiers-sur-le-Lay | Sainte-Pexine        | Sainte-Hermine |
| Bessay              | Saint-Jean-de-Beugné |                |

### Climat
Pour des articles plus généraux, voir Climat des Pays de la Loire et Climat de la Vendée.
En 2010, le climat de la commune est de type climat océanique franc, selon une étude du CNRS s'appuyant sur une série de données couvrant la période 1971-2000. En 2020, Météo-France publie une typologie des climats de la France métropolitaine dans laquelle la commune est exposée à un climat océanique et est dans la région climatique  Bretagne orientale et méridionale, Pays nantais, Vendée, caractérisée par une faible pluviométrie en été et une bonne insolation. 
Pour la période 1971-2000, la température annuelle moyenne est de 12,5 °C, avec une amplitude thermique annuelle de 13,9 °C. Le cumul annuel moyen de précipitations est de 815 mm, avec 13,2 jours de précipitations en janvier et 6,4 jours en juillet. Pour la période 1991-2020, la température moyenne annuelle observée sur la station météorologique de Météo-France la plus proche, « Sainte Gemme la Plaine_sapc », sur la commune de Sainte-Gemme-la-Plaine à 9 km à vol d'oiseau, est de 13,0 °C et le cumul annuel moyen de précipitations est de 809,1 mm,. Pour l'avenir, les paramètres climatiques de la commune estimés pour 2050 selon différents scénarios d'émission de gaz à effet de serre sont consultables sur un site dédié publié par Météo-France en novembre 2022.

## Urbanisme

### Typologie
Au 1er janvier 2024, Sainte-Pexine est catégorisée commune rurale à habitat dispersé, selon la nouvelle grille communale de densité à sept niveaux définie par l'Insee en 2022.
Elle est située hors unité urbaine et hors attraction des villes,.

### Occupation des sols
L'occupation des sols de la commune, telle qu'elle ressort de la base de données européenne d’occupation biophysique des sols Corine Land Cover (CLC), est marquée par l'importance des territoires agricoles (93,7 % en 2018), une proportion sensiblement équivalente à celle de 1990 (93,8 %). La répartition détaillée en 2018 est la suivante : 
terres arables (72,3 %), zones agricoles hétérogènes (17,9 %), forêts (6,1 %), prairies (3,5 %), zones urbanisées (0,1 %). L'évolution de l’occupation des sols de la commune et de ses infrastructures peut être observée sur les différentes représentations cartographiques du territoire : la carte de Cassini (XVIIIe siècle), la carte d'état-major (1820-1866) et les cartes ou photos aériennes de l'IGN pour la période actuelle (1950 à aujourd'hui).

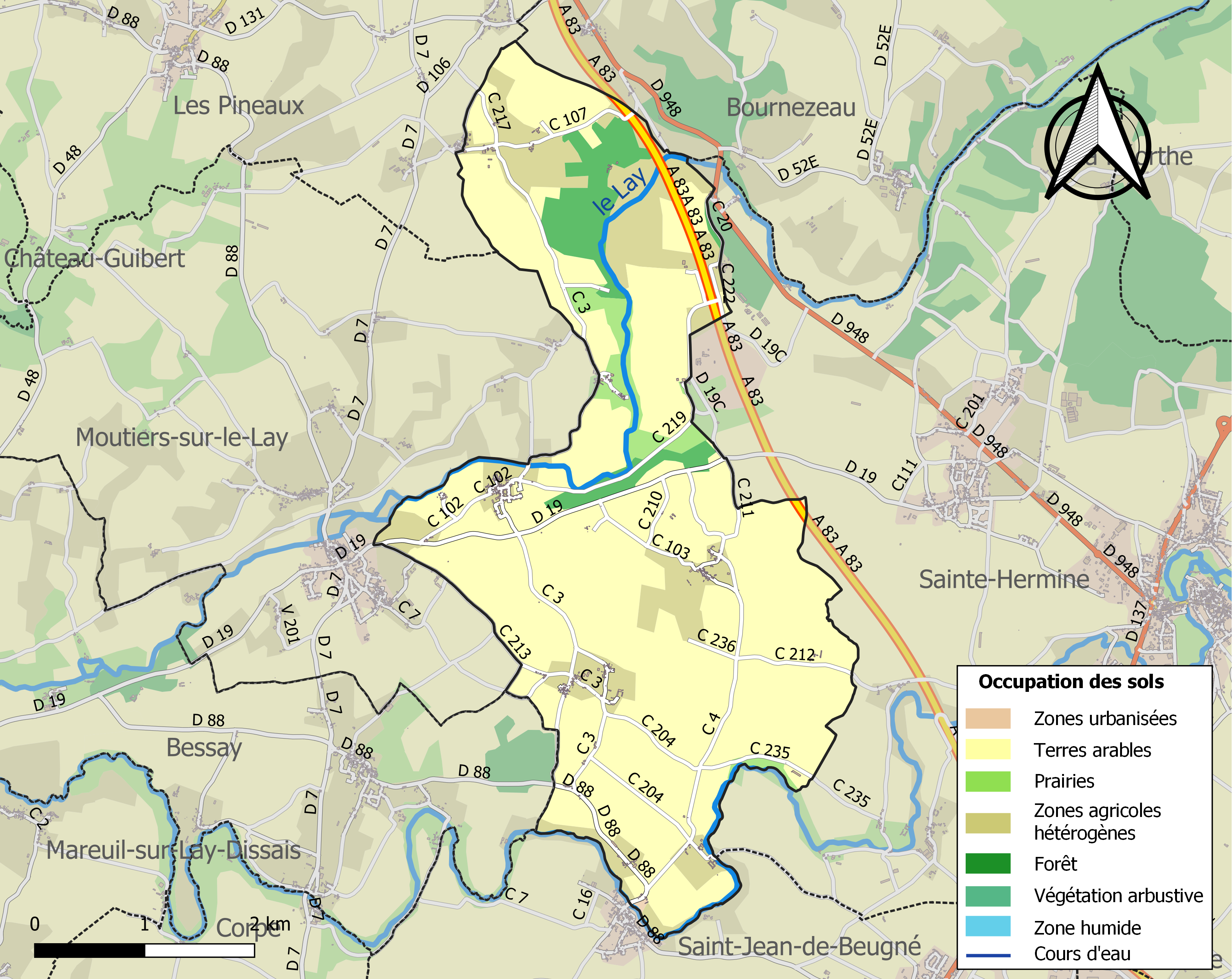
Carte des infrastructures et de l'occupation des sols de la commune en 2018 (CLC).

## Toponymie

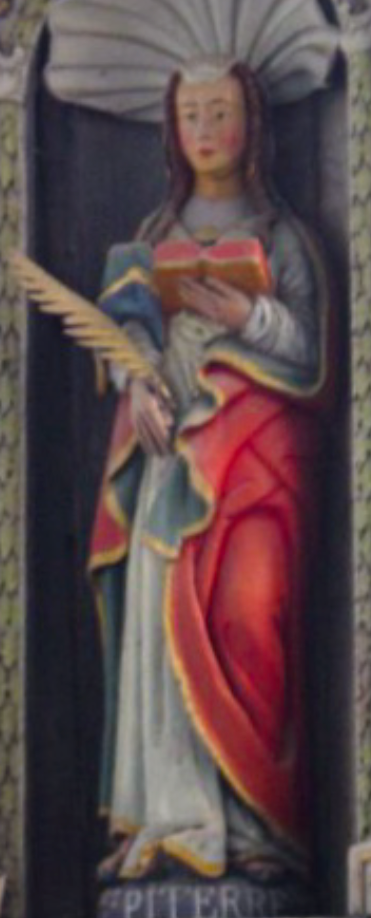
Représentation de sainte Pexine, ici sous le nom de sainte Piterre dans l'église Sainte-Pitère du Tréhou en Bretagne.

Le nom de Sainte-Pexine vient d'une sainte d'origine espagnole : sainte Pexine.
Sous Louis XIV, la commune s'appelait sainte Pezanne. Durant la Révolution, la commune porte le nom de Les Deux-Rives.

## Héraldique
| Blason | Blasonnement : Parti : au premier, d'or à l'arbre arraché de sinople ; au second, de sinople à deux fasces ondées d'argent chargées chacune d'une jumelle ondée d'azur. Commentaires : On trouve aussi : Parti : au premier, d'or à l'arbre de sinople ; au second, de sinople à deux fasces ondées d'argent et d'azur de cinq pièces. |

## Politique et administration

### Liste des maires
| Période                                  | Période  | Identité          | Étiquette | Qualité             |
| ---------------------------------------- | -------- | ----------------- | --------- | ------------------- |
| avant 1988                               | ?        | Robert Marionneau | PS        |                     |
| mars 2008                                | En cours | James Gandrieau   |           | exploitant agricole |
| Les données manquantes sont à compléter. |          |                   |           |                     |

## Population et société

### Démographie

#### Évolution démographique
L'évolution du nombre d'habitants est connue à travers les recensements de la population effectués dans la commune depuis 1800. Pour les communes de moins de 10 000 habitants, une enquête de recensement portant sur toute la population est réalisée tous les cinq ans, les populations de référence des années intermédiaires étant quant à elles estimées par interpolation ou extrapolation. Pour la commune, le premier recensement exhaustif entrant dans le cadre du nouveau dispositif a été réalisé en 2004.

En 2022, la commune comptait 297 habitants, en évolution de +20,73 % par rapport à 2016 (Vendée : +5,33 %, France hors Mayotte : +2,11 %).
| 1800 | 1806 | 1821 | 1831 | 1836 | 1841 | 1846 | 1851 | 1856 |
| ---- | ---- | ---- | ---- | ---- | ---- | ---- | ---- | ---- |
| 316  | 299  | 459  | 405  | 449  | 411  | 452  | 470  | 461  |

| 1861 | 1866 | 1872 | 1876 | 1881 | 1886 | 1891 | 1896 | 1901 |
| ---- | ---- | ---- | ---- | ---- | ---- | ---- | ---- | ---- |
| 459  | 429  | 430  | 424  | 412  | 432  | 457  | 474  | 420  |

| 1906 | 1911 | 1921 | 1926 | 1931 | 1936 | 1946 | 1954 | 1962 |
| ---- | ---- | ---- | ---- | ---- | ---- | ---- | ---- | ---- |
| 413  | 426  | 395  | 377  | 379  | 395  | 336  | 352  | 322  |

| 1968 | 1975 | 1982 | 1990 | 1999 | 2004 | 2006 | 2009 | 2014 |
| ---- | ---- | ---- | ---- | ---- | ---- | ---- | ---- | ---- |
| 311  | 274  | 259  | 232  | 217  | 217  | 225  | 238  | 242  |

| 2019 | 2022 | - | - | - | - | - | - | - |
| ---- | ---- | - | - | - | - | - | - | - |
| 278  | 297  | - | - | - | - | - | - | - |

#### Pyramide des âges
La population de la commune est relativement jeune.
En 2018, le taux de personnes d'un âge inférieur à 30 ans s'élève à 40,0 %, soit au-dessus de la moyenne départementale (31,6 %). À l'inverse, le taux de personnes d'âge supérieur à 60 ans est de 20,9 % la même année, alors qu'il est de 31,0 % au niveau départemental.
En 2018, la commune comptait 134 hommes pour 133 femmes, soit un taux de 50,19 % d'hommes, légèrement supérieur au taux départemental (48,84 %).
Les pyramides des âges de la commune et du département s'établissent comme suit.
| Hommes | Classe d’âge | Femmes |
| ------ | ------------ | ------ |
| 1,4    | 90 ou +      | 1,4    |
| 5,7    | 75-89 ans    | 6,5    |
| 15,7   | 60-74 ans    | 10,9   |
| 20,7   | 45-59 ans    | 23,9   |
| 19,3   | 30-44 ans    | 14,5   |
| 17,9   | 15-29 ans    | 20,3   |
| 19,3   | 0-14 ans     | 22,5   |

| Hommes | Classe d’âge | Femmes |
| ------ | ------------ | ------ |
| 0,8    | 90 ou +      | 2,2    |
| 8,7    | 75-89 ans    | 11,1   |
| 20,3   | 60-74 ans    | 21,3   |
| 20     | 45-59 ans    | 19,4   |
| 17,5   | 30-44 ans    | 16,8   |
| 15     | 15-29 ans    | 13,2   |
| 17,7   | 0-14 ans     | 16,1   |

## Lieux et monuments
Le logis de Chaligny est un authentique logis vendéen construit en 1639 qui s'inscrit dans un paysage préservé. Un travail de restauration et de conception continu depuis 1992 s'est appuyé sur le cadastre napoléonien de 1820, témoignant d'un parc aux tracés réguliers.